# Ussac
Ussac är en kommun i departementet Corrèze i regionen Nouvelle-Aquitaine i de centrala delarna av Frankrike. Kommunen ligger  i kantonen Malemort-sur-Corrèze som tillhör arrondissementet Brive-la-Gaillarde. År 2022 hade Ussac 4 271 invånare.

## Befolkningsutveckling
Antalet invånare i kommunen Ussac
Referens:INSEE